# Geluidsniveau
Het geluidsniveau {\displaystyle L} wordt gedefinieerd als de logaritmische verhouding van de absolute waarde van de geluidsintensiteit {\displaystyle I} en een referentiewaarde {\displaystyle I_{0}}. Internationaal is afgesproken als referentiewaarde 1 pW/m² = 10−12 W/m2 te nemen, dit is ongeveer de intensiteit bij de gehoordrempel. Dus:
{\displaystyle L=\log \left({\frac {I}{I_{0}}}\right)}
Omdat deze formule echter aanleiding geeft tot zeer kleine getallen, wordt in plaats daarvan gerekend met eenheden die een tiende van de bovenstaande formule weergeven (wat dus tot een tienmaal zo groot getal leidt):
{\displaystyle L=10\log \left({\frac {I}{I_{0}}}\right)} dB
Het geluidsniveau wordt aldus uitgedrukt in decibel. Het geluidsniveau in een normale omgeving varieert tussen ca. 30 en 120 decibel. In bel zou dit een variatie zijn tussen 3 en 12. Voor het optellen van geluidsniveaus moet je rekening houden met het logaritmische karakter van deze niveaus (zie optellen van geluidsniveaus).
Omdat de geluidsintensiteit evenredig is met het kwadraat van de geluidsdruk, kan het geluidsniveau ook uitgedrukt worden in de geluidsdruk {\displaystyle p}:
{\displaystyle I={\frac {p^{2}}{\rho \cdot c}}} W/m²
Waarin {\displaystyle \rho } de massadichtheid van lucht is (ca. 1,18 kg/m³) en {\displaystyle c} de geluidssnelheid (ca. 340 m/s), allebei afhankelijk van temperatuur en hoogte, er wordt voor het product 400 kg/s.m² aangehouden: de specifieke akoestische weerstand (akoestische impedantie) van lucht.
{\displaystyle p_{0}={\sqrt {\rho \cdot c\cdot I_{0}}}={\sqrt {400\cdot 10^{-12}}}=20\cdot 10^{-6}} Pa = 20 μPa
{\displaystyle L_{p}=10\log \left({\frac {p}{p_{0}}}\right)^{2}=20\log \left({\frac {p}{p_{0}}}\right)} dB
De referentiedruk {\displaystyle p_{0}} als boven is internationaal afgesproken voor geluid in lucht. Het geluidsniveau van hoorbaar geluid in lucht heeft daarmee een bereik van 0 dB (gehoordrempel bij een frequentie van 1000 Hz) tot ca. 134 dB (pijngrens). In water wordt als referentiedruk 1 μPa genomen.

## SPL
Het geluidsniveau {\displaystyle L} wordt ook wel enigszins verwarrend SPL (Sound Pressure Level) genoemd. De term SPL, geluidsdrukniveau, suggereert een schaal voor het niveau van de geluidsdruk te zijn, maar is een schaal voor het kwadraat van de geluidsdruk, en daarmee voor het geluidsniveau. De term SPL komt ook voor als toevoeging aan dB in de aanduiding van een geluidsniveau. Men ziet dan bijvoorbeeld dat het geluidsniveau de waarde 50 dBSPL heeft. Daarmee wordt aangegeven dat het resultaat gebaseerd is op de gemeten geluidsdruk, zonder enige vorm van filtering.
In het algemeen kan worden gesteld dat bij vermelding van een getal met de toevoeging dB altijd moet worden vermeld of het gaat om geluiddrukniveau, geluidvermogenniveau of geluidintensiteitsniveau, en met vermelding van de eventueel toegepaste frequentieweging. Dat kan dan worden afgekort met bijvoorbeeld {\displaystyle L_{pA}} voor A-gewogen geluiddrukniveau.
| Geluidsbron                                          | Geluidsdruk     | Geluidsniveau (Lp) | Geluidsintensiteit |
|                                                      | pascal          | dB                 | W/m2               |
| ---------------------------------------------------- | --------------- | ------------------ | ------------------ |
| Theoretische limiet voor geluidsgolf bij 1 atmosfeer | 101.325         | 194                | 2,512 · 107        |
| Krakatauexplosie op 160 km                           | 20.000          | 170 - 190          | 105 - 107          |
| hoogst gehaalde thermoakoestische geluidsdruk        | 12.000          | 176                | 3,981 · 105        |
| M1 Garand afgevuurd op 1 meter                       | 5.000           | 168                | 6,310 · 104        |
| Straalmotor op 30 m                                  | 630             | 150                | 103                |
| geweerschot op 1 m                                   | 200             | 140                | 102                |
| pijngrens                                            | 100             | 134                | 2,512 · 101        |
| gehoorschade bij kortdurende blootstelling           | 20              | ca. 120            | 1                  |
| Straalmotor op 100 m afstand                         | 6 – 200         | 110 – 140          | 10−1 - 102         |
| drilboor, 1 m afstand / discotheek                   | 2               | ca. 100            | 10−2               |
| gehoorschade bij langdurige blootstelling            | 6×10−1          | ca. 90             | 10−3               |
| snelweg 10 m afstand                                 | 2×10−1 – 6×10−1 | 80 – 90            | 10−4 - 10−3        |
| auto, 10 m afstand                                   | 2×10−2 – 2×10−1 | 60 – 80            | 10−6 - 10−4        |
| TV op huiskamerniveau, 1 m afstand                   | 2×10−2          | ca. 60             | 10−6               |
| gesprek op 1 m afstand                               | 2×10−3 – 2×10−2 | 40 – 60            | 10−8 - 10−6        |
| stille kamer                                         | 2×10−4 – 6×10−4 | 20 – 30            | 10−10 - 10−9       |
| bladergeritsel                                       | 6×10−5          | 10                 | 10−11              |
| gehoordrempel                                        | 2×10−5          | 0                  | 10−12              |